# 爱FM
愛FM，是马来西亚电台和电视台（RTM）属下的中文电台，在2005年4月1日配合RTM旗下电台进行品牌塑造由第五台改名為愛FM（AiFM）並沿用迄今，是全天24小時開播的中文電台。電臺台呼爲“越聽越愛”。

## 簡介
电台本身拥有几个品牌节目，如：《生活剧场》、《天南地北谈华语》、全马唯一小朋友电台节目《小太阳爱生活》（前称《小太阳的天空》，已停播）、30年代老上海到6-70年代的经典歌曲节目《岁月留声》、1989年开播大马歷史最悠久的音乐排行榜节目《新新音乐龙虎榜》、1996年开播的全马来西亚唯一本地创作的排行榜《我们的排行榜》、横跨70-80年代经典歌曲的排行榜《经典榜》（已停播）、强打每个月的不同本地歌手的环节《听创作》等。透过《我们的排行榜》和《听创作》就已经彰显出爱FM不遗余力地支持本地创作的音乐。
为了回馈听众，爱FM更在每一年农历新年来临前举办《爱新年》舞台表演，录音片段也会在农历新年时在该台播放。近几年也制作《红包大会串》，并在农历新年期间在TV2播出。

## 歷史
- 1946年4月1日，第二次世界大战结束后，总部位于新加坡的「馬來亞廣播電台」屬下的马来西亚的中文电台开始恢复运作
- 1959年正式被取名为“翡翠频道”（Rancangan Hijau），以现场直播的方式从每天上午六点半放送至晚上11点
- 1989年改名为“翡翠广播网”（Rangkaian Hijau）
- 1993年改名为“第五台”（Radio Lima），以配合马来西亚电台和电视台的新改革重整和统一
- 1995年1月1日，開始以24小時現場廣播，以配合马来西亚广播电视台的宗旨（娱乐性、资讯性、教育性）
- 1998年，马来西亚电台和电视台統一名稱而被改名為「马来西亚广播电台第5频道」（Radio Malaysia Saluran Lima），简称 RMS 5
- 2000年4月1日，改革後名字又被改回“第5台”（R5）
- 2005年4月1日，在前新闻部長拿督斯里阿末沙比里號召下改革而被命名為“愛FM”（Ai FM），台呼爲：有情有愛，自由自在
- 2010年，更改台呼：有情有愛，自由自在，你一家人的電台
- 2015年10周年台庆口号：再创十力，与十并进
- 2017年新台呼：爱FM，越听越爱
- 2020年新台呼：资讯脉动 全天放送

## 新闻製播
爱FM新闻是由马来西亚广播电视（RTM）电台新闻中心制作和播出，播报时间为每天上午7点至晚上11点。
- 新闻快讯 (3分钟)

播报时间 ：早上8点、上午10点、中午12点、下午2点、下午3点、下午4点、傍晚6点和晚上7点
- 重点新闻 (10分钟)

播报时间 ：早上7点、早上9点、下午1点和下午5点
- 国际新闻 (5分钟)

播报时间：上午11点
- 晚间新闻 (5分钟)

播报时间：晚上8点、晚上9点、晚上10点和晚上11点
- 新闻评述 (5分钟)

每个星期五播出，播报时间在早上8点03分和傍晚6点03分
- 国会会议报道 (10分钟）

国会会议期间播出，播报时间在星期一至四晚上9点。
注：国会会议期间，星期一至四晚上9点没有播出晚间新闻，星期五、六和日照常播出。

## 方言新闻历史
自1946年开始，该电台推出方言播报新闻时段，迄今已有超过70年历史，一直是该台的特色之一。当时共播出5种方言新闻，包括已停播的海南话新闻。方言新闻多年来都是分开在不同时段播出。2005年起，方言新闻被改为每晚8时至8时半之内集中整合播报，每段新闻各10分钟。

### 方言新闻时段
从2017年4月1号起，方言新闻每段10分钟缩短至5分钟，并被拆开分段播出。
爱FM是大馬目前唯一播报方言新闻的中文电台。而在新加坡播放方言新闻的频道则是新传媒电台旗下的958城市频道。爱FM目前共播出4种方言新闻：泉漳話（福建话）、潮州话、客家話、粤语。
现阶段，每段新闻约5分钟左右，分别被安排在晚间每小时的华语新闻简讯后播出。
- 星期一至日（每日）：晚上8点05分 (福建话)、晚上9点05分 (潮州話)、晚上10点05分 (客家話)、晚上11点05分 (粤语)

注：国会会议报道期间，星期一至四潮语新闻播出时间在晚上9点10分。

## 收聽頻率
| 區域       | 城市         | FM頻率      |
| ---------- | ------------ | ----------- |
| 联邦直辖区 | 吉隆坡       | 89.3、106.7 |
| 联邦直辖区 | 布城         | 89.7、106.7 |
| 联邦直辖区 | 纳闽         | 92.3        |
| 雪兰莪     | 巴生谷       | 89.3、106.7 |
| 雪兰莪     | 南部         | 89.7、106.7 |
| 玻璃市     | 全境         | 101.3       |
| 吉打       | 全境         | 101.3       |
| 吉打       | 东南部       | 92.5        |
| 吉打       | 锡           | 106.7       |
| 槟城       | 全境         | 101.3       |
| 槟城       | 浮罗山背     | 92.1        |
| 霹雳       | 怡保         | 92.1        |
| 霹靂       | 宜力         | 100.0       |
| 霹雳       | 太平         | 106.1       |
| 霹雳       | 南部         | 106.7       |
| 森美兰     | 全境         | 89.7        |
| 马六甲     | 全境         | 100.4       |
| 柔佛       | 新山/南部    | 104.9       |
| 柔佛       | 北部         | 100.4       |
| 柔佛       | 丰盛港       | 89.1        |
| 彭亨       | 关丹         | 106.1       |
| 彭亨       | 而连突       | 90.7        |
| 彭亨       | 金马伦高原   | 103.5       |
| 彭亨       | 西部         | 106.7       |
| 彭亨       | 勞勿         | 97.1        |
| 登嘉楼     | 瓜拉登嘉楼   | 99.3        |
| 登嘉楼     | 勿述         | 97.8        |
| 登嘉楼     | 龙运         | 99.7        |
| 吉兰丹     | 哥打巴鲁     | 105.7       |
| 吉兰丹     | 日里         | 91.6        |
| 吉兰丹     | 话望生       | 94.9        |
| 吉兰丹     | 北部         | 99.3        |
| 砂拉越     | 古晋         | 90.7        |
| 砂拉越     | 美里         | 89.9/105.3  |
| 砂拉越     | 诗巫         | 103.3       |
| 砂拉越     | 民都鲁       | 99.3        |
| 砂拉越     | 斯里阿曼     | 105.3       |
| 砂拉越     | 木中         | 96.0        |
| 砂拉越     | 泗里街       | 93.6        |
| 砂拉越     | 沐胶         | 97.1        |
| 砂拉越     | 林梦         | 103.3       |
| 砂拉越     | 老越         | 99.3        |
| 沙巴       | 亚庇         | 91.9        |
| 沙巴       | 山打根       | 95.1        |
| 沙巴       | 斗湖         | 98.1        |
| 沙巴       | 拿督         | 91.7        |
| 沙巴       | 丹南         | 92.3        |
| 沙巴       | 古打         | 98.1        |
| 新加坡     | 全境         | 104.9       |
| 文莱       | 斯里巴加湾市 | 103.3       |
| 泰国       | 勿洞         | 92.5        |

### 網路電台
於RTMKLIK和RTM PODCAST網站、RTMKLIK APP線上播出
- （页面存档备份，存于） - RTMKLIK網址
- （页面存档备份，存于） - RTM PODCAST網址

### 卫星电视
Astro频道874
NJOI频道874

### 数码电视
MYTV频道704

## Ai FM节目

### 周间节目

#### 星期一至星期五
早安爱上线 ( 6:00 am – 10:00 am )
- 丘淑霖
- 黄晓涵

爱生活 ( 10:00 am – 12:00 pm )
- 黄敏明

爱从自己开始 ( 12:00 pm – 4:00 pm )
- 邓佩银

爱下班聊天下 ( 4:00 pm – 8:00 pm )
```
(轮流主持)
```

- 谢劲程
- 魏雁颖
- 刘振业

越夜越爱 ( 8:00 pm – 11:59 pm )
- 魏雁颖 (星期一)
- 朱敏瑜 (星期二和星期五)
- 徐晓芬 (星期三)
- 陈国俊 (星期四和星期五)
- 徐晓薇 (星期四)

### 周末节目

#### 星期六
爱十分 ( 6:00 am – 10:00 am )
- 叶恩慈

爱周末 ( 10:00 am – 12:00 pm ）
- 无DJ

#### 星期日
爱十分 ( 6:00 am – 10:00 am )
- 薏智

爱周末 ( 10:00 am – 12:00 pm ）
- 无DJ

#### 星期六和星期日
周末就爱Fun ( 12:00 pm – 4:00 pm )
- 魏雁颖

爱瑜你分享 ( 4:00 pm – 8:00 pm )
- 朱敏瑜

越夜越爱 ( 8:00 pm – 11:59 pm )
- 陈国俊

### 音乐榜单

#### 星期六
新新音乐龙虎榜（ 6:00 pm – 8:00 pm ）
- 陈国俊
- 朱敏瑜

#### 星期日
我们的排行榜（ 6:00 pm – 8:00 pm ）
- 陈国俊
- 朱敏瑜

## 電台DJ
- 黄敏明（高级主播）
- 陈国俊
- 邓佩银
- 谢劲程
- 叶恩慈
- 丘淑霖
- 黄晓涵
- 朱敏瑜
- 魏雁颖
- 徐晓薇
- 徐晓芬
- 刘振业
- 薏智

## 已离职DJ
- 杨理强 (前为MELODY DJ)
- 唐碧枝
- 黄隽斌 (现为活力加油站主持人 和 MELODY Syokcaster)
- 張吉安
- 賴語翔 (前为GoXuan DJ)
- 陳錦煌 (2018年因病离世）
- 苏进川 (现为八度空间华语新闻主播)
- 蒋佩佩 (前为Wow Shop主持人)
- 王彪民 (现为 988 DJ)
- 杨珊珊
- 李璘
- 周欣慧
- 李燕晶
- 纪日婷
- 梁晋荣（金龙）
- 黎燕红
- 李籽莹
- 陈恢槿

## 电台主要领导
- 李政南（总经理）
- 徐晓薇（高级节目经理）
- 林彦伶（副总经理）

## 社交网站
- 爱FM的Facebook專頁
- 爱FM的Instagram帳戶
- YouTube上的爱FM頻道
- WhatsApp平台：011 1701 8289
- 微信：aifm_my